# Альзакола
Альзако́ла (Cercotrichas) — рід горобцеподібних птахів родини мухоловкових (Muscicapidae). Представників цього роду традиційно відносили до родини дроздових (Turdidae), однак за результатами двох молекулярно-генетичних досліджень, опублікованих в 2010 році, альзаколи були віднесені до мухоловкових. Більшість з них мешкає в Африці на південь від Сахари, однак рудохвості альзаколи також гніздяться в Середземномор'ї і Західній Азії.

## Види
Виділяють десять видів:
- Альзакола бура (Cercotrichas coryphaeus)
- Альзакола лісова (Cercotrichas leucosticta)
- Альзакола білогорла (Cercotrichas quadrivirgata)
- Альзакола міомбова (Cercotrichas barbata)
- Альзакола чорна (Cercotrichas podobe)
- Соловейко рудохвостий (Cercotrichas galactotes)
- Альзакола пустельна (Cercotrichas paena)
- Альзакола саванова (Cercotrichas hartlaubi)
- Альзакола білоброва (Cercotrichas leucophrys)
- Альзакола натальська (Cercotrichas signata)

## Етимологія
Наукова назва роду Cercotrichas походить від сполучення слів дав.-гр. κερκος — хвіст і τριχας — дрізд.